# مدولاسیون تراکم پالس
مدولاسیون ترکم پالس یا مدولاسیون چگالی پالس یا پی‌دی‌ام نوعی مدولاسیون است که برای نشان دادن سیگنال آنالوگ با سیگنال باینری استفاده می‌شود. در یک سیگنال پی‌دی‌ام، مقادیر خاص دامنه به رمزنگاری پالس‌های با وزن‌های مختلف کدگذاری نمی‌شوند زیرا می‌توانند در مدولاسیون کد پالس (پی‌سی‌ام) باشند. در عوض، چگالی نسبی پالس‌ها با دامنه سیگنال آنالوگ مطابقت دارند. خروجی یک  دی‌ای‌سی ۱ بیتی همان رمزگذاری پی‌دی‌ام سیگنال است. مدولاسیون عرض پالس (پی‌دبلیوام) یک مورد خاص از پی‌دی‌ام است، که در آن فرکانس کلیدزنی ثابت است و تمام پالس‌های مربوط به یک نمونه در سیگنال دیجیتال متقابل هستند. برای ولتاژ ۵۰٪ با وضوح ۸ بیت، یک موج پی‌دبلیوام برای چرخه ۱۲۸ کلاک روشن می‌شود و سپس برای چرخه ۱۲۸ باقی مانده خاموش می‌شود. با پی‌دی‌ام و نرخ کلاک یکسان، سیگنال بین چرخه‌های دیگر روشن و خاموش می‌شود. میانگینی برای هر دو شکل موج ۵۰٪ است، اما سیگنال پی‌دی‌ام بیشتر مواقع تغییر می‌کند. برای سطح ۱۰۰٪ یا ۰٪، آن‌ها یکسان هستند.

## شرح
در یک رشته‌بیت مدولاسیون چگالی پالس، ۱ با یک پالس قطبیت مثبت (A) مطابقت دارد و ۰ مربوط به یک پالس قطبیت منفی است (- A). از نظر ریاضی، این می‌تواند به صورت زیر باشد:
{\displaystyle x[n]=-A(-1)^{a[n]}\ }
که در آن{\displaystyle x[n]} رشته‌بیت دوقطبی (یا - A یا + A) و {\displaystyle a[n]} رشته‌بیت باینری مربوطه (یا ۰ یا ۱) است.

## مثال‌ها
یک دوره واحد از تابع سینوسی مثلثاتی، ۱۰۰ بار نمونه برداری شده و بعنوان یک پارامتر پی‌دی‌ام نمایان می‌شود:
۰۱۰۱۰۱۱۰۱۱۱۱۰۱۱۱۱۱۱۱۱۱۱۱۱۱۱۱۱۱۱۱۱۱۰۱۱۱۱۱۱۰۱۱۰۱۱۰۱۰۱۰۱۰۱۰۰۱۰۰۱۰۰۰۰۰۰۱۰۰۰۰۰۰۰۰۰۰۰۰۰۰۰۰۰۰۰۰۰۱۰۰۰۰۱۰۰۱۰۱۰۱

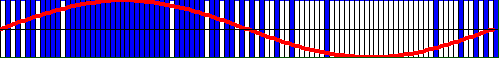
نمونه‌ای از PDM از ۱۰۰ نمونه از یک دوره از موج سینوسی. 1S با رنگ آبی، 0s که توسط رنگ سفید نشان داده شده‌است، با موج سینوسی پوشانده شده‌است.

## کاربردها
PDM رمزگذاری مورد استفاده در قالب سوپر صوتی سی‌دی (SACD) سونی، تحت عنوان  رشته دیجیتال مستقیم است.
برخی سیستم‌ها صدای استریو PDM را از طریق یک سیم داده تک منتقل می‌کنند. لبه بالارونده کلاک ساعت اصلی نشان‌دهنده یک بیت از کانال سمت چپ، در حالی که لبه پایین‌رونده کلاک ساعت اصلی نشانگر یک بیت از کانال سمت راست است.